# Sharks FC
Sharks FC is een Nigeriaanse voetbalclub uit Port Harcourt en speelt in de Premier League, de Nigeriaanse eerste klasse.

## Erelijst
- West African Club Championship (UFOA Cup)

2010
- Beker van Nigeria

Finalist: 1979, 2003, 2009

## Bekende (ex-)spelers
- Emmanuel Ebiede
- Finidi George
- Blessing Kaku
- Taribo West

Abia Warriors · 
ABS FC · 
Akwa United · 
El Kanemi Warriors · 
Enugu Rangers · 
Enyimba · 
Gombe United · 
Ifeanyi Uba · 
Kano Pillars · 
Katsina United · 
Lobi Stars · 
MFM · 
Nasarawa United · 
Niger Tornadoes · 
Plateau United · 
Remo Stars · 
Rivers United · 
Shooting Stars · 
Sunshine Stars · 
Warri Wolves · 
Wikki Tourists